# Жилая Рельня
Жилая Рельня — река в России, протекает в Саратовской области. Устье реки находится в 485 км по левому берегу реки Медведица. Длина реки составляет 28 км, площадь водосборного бассейна 268 км².

## Данные водного реестра
По данным государственного водного реестра России относится к Донскому бассейновому округу, водохозяйственный участок реки — Медведица от истока до впадения реки Терса, речной подбассейн реки — Дон между впадением Хопра и Северского Донца. Речной бассейн реки — Дон (российская часть бассейна).
Код объекта в государственном водном реестре — 05010300112107000008252.

### Притоки (км от устья)
- 7 км: река Сухая Рельня (л)